# Ingrid Steen
Ingrid Steen, née le 12 décembre 1967 à Trondheim, est une ancienne handballeuse internationale norvégienne.
Avec l'équipe de Norvège, elle participe aux jeux olympiques de 1988 et 1992 où elle remporte deux médailles d'argent. 
En club, elle a notamment évolué au Sverresborg IF et IL Vestar, remportant plusieurs titres, ainsi qu'au Byåsen Trondheim, Bækkelagets SK ou encore Stabæk Håndball.

## Palmarès

### Sélection nationale
Jeux olympiques
- médaille d'argent aux Jeux olympiques de 1988 de Séoul
- médaille d'argent aux Jeux olympiques de 1992 de Barcelone

championnat du monde
- 3e du championnat du monde 1986

championnat d'Europe
- 3e du championnat d'Europe 1994